# Dittico della devozione
Il Dittico della devozione è una serie di otto pannelli disposti in due ante dipinte da Cimabue intorno al 1280 che rappresentano otto scene della Passione di Cristo.
Degli otto pannelli ne sono sopravvissuti solo 3 di un'anta:
- Maestà con due angeli
- Flagellazione
- Cristo deriso

Completava l'anta il Bacio di Giuda purtroppo andato perduto.

## Schema

Rappresentazione schematica del Dittico